# 2025年得克萨斯州第十八国会选区特别选举
2025年将举行特别选举以填补德克萨斯州第18国会选区的美国众议院议员职位,该席位因民主党议员西尔维斯特·特纳于2025年3月5日去世而出现空缺。

## 背景
根据其家属发布的声明，美国国会议员西尔维斯特·特纳于2025年3月5日因“健康问题造成的并发症”在任内去世。特纳在完成两届休斯顿市长任期后，于2024年当选为国会议员。第18区的选民大多数为民主党成员，特纳以69.4%的选票成功赢得该选区。